# 러브 인 메모리 2 - 아빠의 노트
《러브 인 메모리 2 - 아빠의 노트》는 네이버 TV에서 2014년 5월 27일에 공개된 웹드라마이다.

## 등장 인물

### 주요 인물
- 정웅인 : 현수 역
- 윤주희 : 지은 역 - 현수의 아내
- 윤소희 : 수정 역 - 현수의 딸
- 김형범 : 정원 역 - 현수의 친구
- 백현 : 정남 역 - 수정의 남자친구
- 강주은 : 어린 수정 역

### 그 외
- 김나연 : 의사 역
- 박병희 : 팀장 역
- 이남경 : 정신과 의사 역
- 배수경 : 여사원 역
- 장진우 : 홍 대리 역
- 화이 : 탱고 강사 역
- 김시훈 : 탱고 대역
- 신화영 : 탱고 대역
- 손보리 : 지선 역

## 회차별 부제
| 회차 | 업로드 일자     | 부제 | 런닝 타임 |
| ---- | --------------- | ---- | --------- |
| 1화  | 2014년 5월 27일 | 오늘 | 13:41     |
| 2화  | 2014년 5월 27일 | 통증 | 18:07     |
| 3화  | 2014년 5월 27일 | 숨결 | 19:13     |
| 4화  | 2014년 5월 27일 | 축복 | 16:28     |
| 5화  | 2014년 5월 27일 | 함께 | 9:58      |
| 6화  | 2014년 5월 27일 | 고독 | 15:40     |
| 7화  | 2014년 5월 27일 | 고백 | 13:44     |
| 8화  | 2014년 5월 27일 | 행복 | 24:23     |